# Michael Agel

Michael Agel (2013)

Michael Agel (* 1970 in Gießen) ist ein deutscher Fotograf.

## Leben

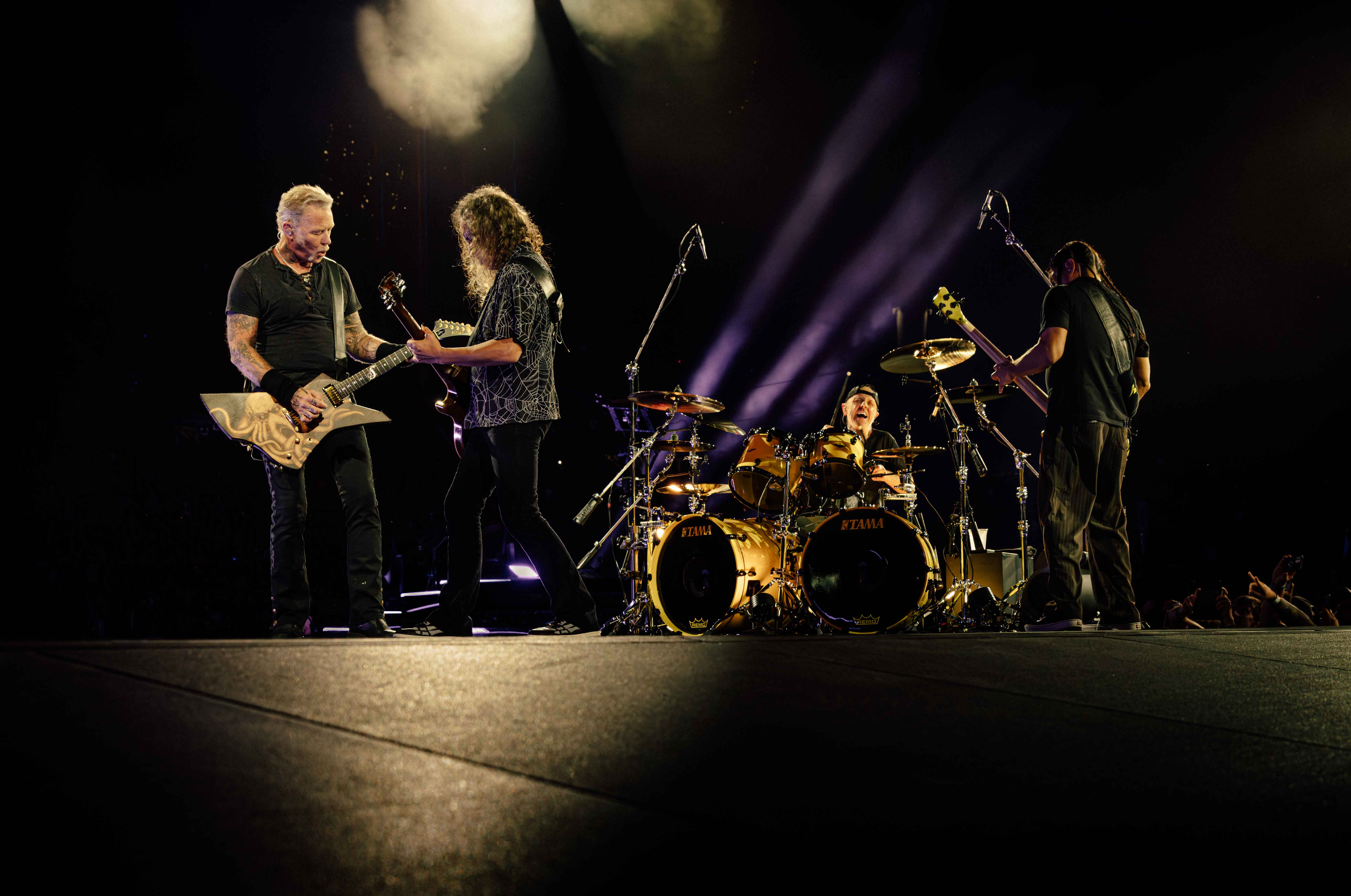
Metallica in München (2024)

Michael Agel ist wohnhaft in Wetzlar. Bekannt wurde er vor allem durch seine Arbeiten im Bereich der Konzertfotografie, unter anderem für bekannte Bands wie Motörhead und Metallica. Er begann ab Mitte der 90er Jahre seine fotografische Karriere in der Leica-Fotografie-Szene.
Agel hat eine Vielzahl von Ausstellungen in ganz Deutschland und darüber hinaus organisiert, darunter Ausstellungen in Berlin, Wetzlar und Oberstdorf. Seine Werke thematisieren oft Musik und Kultur. Zudem hat er an Buchprojekten mitgewirkt, wie zum Beispiel „Der Wetzlarer Dom – Sichtbares und Verborgenes“ (2019).
Neben seiner Arbeit als Fotograf ist er auch durch Kalenderprojekte und künstlerische Kooperationen hervorgetreten. Sein Stil zeichnet sich durch eine intensive Auseinandersetzung mit Licht und Momentaufnahmen aus, insbesondere im Kontext von Live-Performances und künstlerischen Inszenierungen.

## Ausstellungen (Auswahl)
- 2017: Kommen und gehen in Wetzlar (Leica Galerie)[6]
- 2018: Künstler Komplex in Berlin (Museum für Fotografie)[7]
- 2019: Dom in Wetzlar (Galerie Kunstverein)[8]
- 2020: Adlerkeller in Wetzlar (Galerie Kunstverein)[9]
- 2022: Mythen und Sagen der Berge in Oberstdorf (Fotogipfel)
- 2022: Goethe, der Umweltpoet in Wetzlar (Leitz-Park)[10]
- 2024: Life Music in Oberstdorf (Fotogipfel)[11]
- 2024: Die vier Elemente in Wetzlar (Galerie Kunstverein)[12]

## Bücher
- mit Jürgen Wegmann: Der Wetzlarer Dom – Sichtbares und Verborgenes. Michael Imhof Verlag, Petersberg 2019, ISBN 978-3-7319-0894-4

## Kalender
- Motörhead. Heel Verlag, ISBN 978-3-96664-109-8